# 貝烈蓋爾海
在托爾金（J. R. R. Tolkien）的奇幻小說，貝烈蓋爾海（Belegaer）或隔離之海（Sundering Seas）是阿爾達（Arda）的海域，位於中土大陸以西。
第二紀元前，貝烈蓋爾海起自極北的伊爾門（Ilmen），那裡的西爾卡瑞西海峽（Helcaraxë）連接阿門洲（Aman）及中土大陸，延伸至極南的寒冷地區。貝烈蓋爾海的北部比南部狹窄，最寬闊的位於阿爾達的赤道。
貝烈蓋爾海的真實範圍不明，直達極北及極南的冰封之地。貝烈蓋爾海與大西洋（Atlantic Ocean）相似，其寛度可能大致一樣。
貝烈蓋爾海是辛達林語，字節有Beleg或Might及Aer或Eär，有「海」的意思，這亦可見於航海家埃蘭迪爾（Eärendil）。昆雅語則說成Alatairë。
貝爾蘭在第一紀元末沉沒之前，貝烈蓋爾海北部狹窄且冰封，形成西爾卡瑞西海峽，可能可以由阿門洲步行前往中土大陸，雖然有難度，但芬國昐（Fingolfin）及諾多精靈（Noldor）的確由此逃往中土大陸。
憤怒之戰（War of Wrath）結束後，貝烈蓋爾海因部分中土大陸沉沒而擴闊，北部的封海峽消失，使中土大陸及阿門洲分離。第二紀元，世界變成球體，貝烈蓋爾海被扭曲。阿門洲消失，在另一次元存在，只有被選擇的人才可經筆直航道到達維林諾（Valinor）。在故事內並沒有交代貝烈蓋爾海的西端是甚麼，但有迹象顯示努曼諾爾人到貝烈蓋爾海西端尋找維林諾。貝烈蓋爾海西端也有可能是阿爾達的一部分，貝烈蓋爾海以西可能就是中土大陸東部。

## 週遭地區
貝烈蓋爾海有多個島嶼及群島：
- 伊瑞西亞島（Tol Eressëa），孤獨島，靠近阿爾達海岸
- 魔法島嶼（Enchanted Isles），於伊瑞西亞島對面
- 努曼諾爾（只存在於第二紀元）
- 西方島嶼（第一紀元後）
  - 莫玟島（Tol Morwen）
  - 多索尼安（Dorthonion）
  - 海姆瑞恩（Himling）
- 巴拉爾島（Balar，只存在於第一紀元）
- 托爾法拉斯（Tolfalas），位於貝爾法拉斯灣

其他貝烈蓋爾海的地貌：
- 艾爾達瑪灣（Eldamar）
- 巴拉爾灣（Bay of Balar，只存在於第一紀元）
- 大海灣（Great Gulf，只存在於第一紀元）
- 專吉斯特峽灣（Drengist，只存在於第一紀元）
- 福羅契爾冰封灣（Ice-bay of Forochel，第一紀元後）
- 隆恩灣（Gulf of Lune，第一紀元後）
- 貝爾法拉斯灣（Bay of Belfalas，第一紀元後）